# CFBDSIR J214947.2-040308.9
CFBDSIR J214947.2-040308.9とは、地球から見てみずがめ座の方向に約130光年離れた位置にある惑星質量天体である。観測結果に基づけば、この天体は特定の恒星を公転しない自由浮遊惑星である可能性が最も高い。名称が長いので、しばしばCFBDSIR 2149-0403またはCFBDSIR2149と略される。以下の説明ではCFBDSIR2149を名称として用いる。

## 物理的性質
CFBDSIR2149は、質量が木星の4倍から7倍しかない極めて軽い天体である。この質量は、恒星や褐色矮星の中心核に見られる水素や重水素の核融合を起こすには足りない。またこの質量は、褐色矮星の下限と考えられている木星質量の13倍よりも十分に小さい。このため、CFBDSIR2149は褐色矮星と言うよりは木星型惑星に近い性質を持つと考えられている。
また、CFBDSIR2149は約87%の確率でかじき座AB運動星団 (ABDMG) と呼ばれる星団に属していると考えられているが、CFBDSIR2149の近く（ただしそれは太陽と冥王星間の距離の100倍以上ある）には、仮に存在すれば明るく見えるはずの恒星が存在しなかった。このため、CFBDSIR2149は何か特定の恒星の周辺を公転しておらず、単独で銀河系を公転していると考えられている。CFBDSIR2149のような、質量が惑星程度であり、どの恒星とも重力的に結合していない天体は自由浮遊惑星と呼ばれている。
しかし、CFBDSIR2149は約400℃(~700K)と、低温ながらスペクトル分類としては褐色矮星に分類されるT7型程度の表面温度を持つ。これは、CFBDSIR2149が自身の重力によってわずかながら収縮することによって生ずるケルビン・ヘルムホルツ機構による放熱であるか、CFBDSIR2149が生成された初期にわずかに起こった重水素の核融合の余熱によるものと考えられている。この温度は、発見されている自由浮遊惑星と見られる天体の中でもかなり低い部類である。近くに恒星が存在しないために反射光がなく、冷たい天体であるため、CFBDSIR2149を観測できるのは、自身が放出している弱い赤外線のみである。遠赤外線は地球の大気によって吸収されるため、近赤外線による擬似カラー画像では青色に着色されている。もし肉眼で見た場合には、極めて暗い赤色の天体に見えるはずである。
CFBDSIR2149の年齢は、単独の観測結果とコンピューターシミュレーションによれば2000万年から2億年であるが、かじき座AB運動星団に属していれば5000万年から1億2000万年であると推定されている。自由浮遊惑星の多くが数百万年から1000万年程度の若い年齢であることを考慮すれば、この年齢はかなり古い。
CFBDSIR2149は、分光観測によって水とメタンの吸収線が発見されており、これらの成分を含む大気を持つと考えられている。

## 場所
CFBDSIR2149は、地球から117光年から143光年、あるいは82光年から163光年離れた位置にあると考えられている。この距離は、観測データに不確かさが多く、また褐色矮星の可能性が高いUGPS 0722-05を除けば、PSO J318.5338-22.8603に次いで地球に近い位置にある自由浮遊惑星である。
CFBDSIR2149は、かじき座AB運動星団という星団に属しており、この星団にある約30個の恒星と同じ方向に運動している。CFBDSIR2149は、最初に発見された自由浮遊惑星であるS Ori 70などと異なり、星団の中でも星形成が起こっている場所の近くにはない。このようなケースは、CFBDSIR2149が初めてである。このことは、CFBDSIR2149が惑星である可能性をより強める。自由浮遊惑星の誕生には2通りのタイプがあり、元々恒星系に属していた普通の惑星であったものが、惑星同士や近くを通過した恒星による重力相互作用によって惑星系からはじき出されて宇宙空間を彷徨うタイプのものと、恒星のように分子雲の重力的収縮によって単独で誕生するタイプのものとがある。近くで星形成が起こっていないことは、CFBDSIR2149が惑星系において誕生し、その後惑星系からはじき出されたタイプの惑星である可能性が高いことを示す。逆に、重力的収縮によって単独で誕生した場合には、惑星と見なされない場合もある。
CFBDSIR2149の近くに恒星が存在しないことは、弱い光しか放出しないCFBDSIR2149の詳細な観測には都合がよく、また他の天体による重力的な影響の有無を調べることで、CFBDSIR2149が本当に単独の天体であるかを決定するのに役にたつ。

## 発見
CFBDSIR2149は、2012年にカナダ・フランス褐色矮星サーベイ (Canada-France Brown Dwarfs Survey) によって発見され、同年10月14日に論文が掲載された。研究チームは、超大型望遠鏡VLTによる天体の観測データを、2011年2月17日に運用が終了した広域赤外線探査衛星 (WISE) の観測データと比較し、CFBDSIR2149を発見した。

## 分類
CFBDSIR2149は、先述の通り極めて軽く、特定の恒星の重力に捕らわれていない天体である事から、自由浮遊惑星である可能性が最も高い。CFBDSIR2149についての論文、及びそれに基づいた報道もこれらに準ずる用語を使用している。ただし「自由浮遊惑星」という用語は、まだ天文学の用語として完全に定義されたものではなく、また天文学者の意見の一致を見ていない。質量だけを問題にすれば、褐色矮星ではなく惑星程度の質量を持つため、このような天体は惑星質量天体と呼ばれている。また、CFBDSIR2149がもし原始惑星系円盤の周辺部から生じたものではなく、分子雲の自己収縮によって単独で誕生した場合は準褐色矮星と呼ばれる。ただしこれらの用語も仮の定義に基づいている。
「惑星」の本来の意味は、天球上のある一点に留まらずうろうろと位置を変える天体をギリシャ語で「惑っている星」を意味するΠλανήτηςから名づけたものである。宇宙空間を惑っている天体である自由浮遊惑星は、語源からすればより「惑星」に近い天体である。